# Eucalyptus intertexta
Eucalyptus intertexta ist eine Pflanzenart innerhalb der Familie der Myrtengewächse (Myrtaceae). Sie kommt im Landesinneren des Zentrums, des Südens und des Südostens Australiens vor und wird dort „Red Box“, „Inland Red Box“, „Western Red Box“, „Yellow Box“, „Bastard Box“, „Forest Gum“, „Coolibah“, „Bastard Coolibah“, „Gum Coolibah“, „Gum-barked Coolibah“ oder „Smooth-barked Coolibah“ genannt.

## Beschreibung

### Erscheinungsbild und Blatt
Eucalyptus intertexta wächst als Baum, der Wuchshöhen von bis zu 30 Meter, in Western Australia aber nur 4 bis 13 Meter, erreicht. Die Borke verbleibt am unteren Teil des Stammes, ist grau bis rotbraun mit weißlichen Flecken und fasrig-stückig. An den oberen Teilen des Baumes ist sie weiß oder grau bis rotbraun und schält sich in kurzen Bändern. Die Rinde der kleinen Zweige ist grün. Öldrüsen gibt es weder im Mark noch in der Borke.
Bei Eucalyptus intertexta liegt Heterophyllie vor. Die Laubblätter sind stets in Blattstiel und Blattspreite gegliedert. An jungen Exemplaren ist die Blattspreite breit-lanzettlich bis eiförmig und matt grün oder blaugrün bemehlt und bereift. An mittelalten Exemplaren ist die matt grün oder blaugrün bemehlte und bereifte Blattspreite bei einer Länge von etwa 12 cm und einer Breite von etwa 5 cm breit-lanzettlich bis eiförmig, gerade und ganzrandig. Der Blattstiel an erwachsenen Exemplaren ist 5 bis 15 mm lang. Die auf Ober- und Unterseite gleichfarbig matt grüne Blattspreite an erwachsenen Exemplaren ist bei einer Länge von 7 bis 13 cm und einer Breite von 1,0 bis 2,2 cm schmal-lanzettlich bis lanzettlich, relativ dick, gerade, verjüngt sich zur Spreitenbasis hin und besitzt ein spitzes oberes Ende. Die kaum erkennbaren Seitennerven gehen in einem spitzen Winkel in mittleren Abständen vom Mittelnerv ab. Die Keimblätter (Kotyledone) sind umgekehrt nierenförmig.

### Blütenstand und Blüte
End- oder seitenständig an einem bei einer Länge von 5 bis 16 mm im Querschnitt stielrunden Blütenstandsschaft stehen in einfachen oder zusammengesetzten Gesamtblütenständen etwa sieben Blüten je einfachen Blütenstand oder Teilblütenstand. Der Blütenstiel ist 3 bis 9 mm lang und stielrund. Die nicht blaugrün bemehlten oder bereiften Blütenknospen sind bei einer Länge von 6 bis 8 mm und einem Durchmesser von 3 bis 4 mm ei- oder keulenförmig. Die Kelchblätter bilden eine Calyptra, die früh abfällt. Die glatte Calyptra ist konisch, kürzer oder ebenso lang wie glatte Blütenbecher (Hypanthium) und schmaler als dieser. Die Blüten sind weiß oder cremeweiß. Alle Staubbeutel sind fruchtbar. Die Blütezeit reicht in Western Australia von März bis September.

### Frucht
Die gestielte Frucht ist bei einer Länge von 4 bis 8 mm und einem Durchmesser von 4 bis 7 mm zylindrisch, halbkugelig oder eiförmig und vier- bis fünffächerig. Der Diskus ist eingedrückt, die Fruchtfächer sind eingeschlossen oder auf der Höhe des Randes.

## Vorkommen
Das natürliche Verbreitungsgebiet von Eucalyptus intertexta ist der Osten von Western Australia, der Nordwesten und Osten von South Australia, der Süden des Northern Territory, das westliche und zentrale New South Wales und der Südosten von Queensland.
Eucalyptus intertexta kommt weitverbreitet, zerstreut, im Mulga oder Akazien-Buschland auf flachen, leichten Böden und in felsigem Gelände vor. In Western Australia findet man sie auf rotem Sand oder Lehm, entlang von Abflussrinnen und auf Ebenen.

## Taxonomie
Die Erstbeschreibung von Eucalyptus intertexta erfolgte 1900 durch Richard Thomas Baker in Proceedings of the Linnean Society of New South Wales, Volume 25, S. 308, Tafel XVII. Das Typusmaterial weist die Beschriftung „Dubbo to the Darling River  („Gum“, W. Bauerlen); Nymagee, Condobolin („Coolabah“); Mt. Hope („Yellow Jacket“ and „Gum“); Cobar („Coolabah Gum“); Drysdale („Coolabah“); Bodabah, 30 miles E. of Nymagee, one of the most easterly localities for this species. For these localities I am indebted to Mr. R. H. Cambage, (…)“ auf. Synonyme für Eucalyptus intertexta R.T.Baker sind Eucalyptus intertexta var. fruticosa Blakely & Jacobs, Eucalyptus intertexta var. diminuta Blakely und Eucalyptus intertexta R.T.Baker var. intertexta.